# Drengen med den sjette Sans
Drengen med den sjette Sans je dánský němý film z roku 1907. Režisérem je Viggo Larsen (1880–1957). Film trvá zhruba 6 minut.

## Děj
Malá holčička se ztratí v lese a její rodiče netuší, co dělat a kde hledat. K jejich velké úlevě jim pomůže najít cestu k dívce chlapec se šestým smyslem pomocí svých psychických schopností.